# Lac d'Anglade
Pour les articles homonymes, voir Anglade (homonymie).
Le lac d'Anglade  est un lac pyrénéen français situé administrativement dans la commune de Vielle-Aure dans le département des Hautes-Pyrénées en région  Occitanie.
C’est un lac naturel qui a une superficie de 0,9 ha pour une altitude de 2 175 m, il atteint une profondeur de 3 m

## Toponymie
En occitan, anglade de anglo signifie « coin, partie isolée».

## Géographie
Le lac est situé en vallée de Port Bielh Bastan, en vallée d'Aure, dans la réserve du Néouvielle dans le sud du département français des Hautes-Pyrénées dans le massif du Néouvielle.

Il est entouré de nombreux lacs comme le lac d'Aubert (2 148 m), le lac d'Aumar (2 192 m),
le lac de l'Ile (2 278 m), le lac de l'Ours (2 238 m).

### Topographie
|                       | Lac de l'Ours (2 238 m) |                                |
| Col d'Aumar (2 374 m) | lac d'Anglade           | Lac du Pé d'Estibère (2 100 m) |
| Lac d'Aumar (2 192 m) | Pic d'Anglade (2 511 m) |                                |

### Hydrologie
Le lac est alimenté par les eaux du glacier de Pays-Baché qui s’évacuent sur le ruisseau de Cap de Long.

## Protection environnementale
Le lac fait partie d'une zone naturelle protégée, classée ZNIEFF de type 1 : Réserve du Néouvielle et vallons de Port-Bielh et du Bastan.

## Voies d'accès
Le lac est accessible depuis le parking du lac d'Aumar par le sentier de grande randonnée GR 10 en direction du col d’Aumar.